# الفوعة (إدلب)
الفوعة مدينة سورية تتبع ناحية بنش في منطقة مركز إدلب في محافظة إدلب. بلغ عدد سكانها 10,264 نسمة في عام 2004 حسب إحصاء المكتب المركزي للإحصاء.
سكان المدينة جاؤوا إليها من محافظة حلب إبان انتهاء الحكم الحمداني في تلك المنطقة حيث بزغ نجم الدولة الحمدانية في حلب لمدة قرنين من الزمن لاستقطابها للعديد من العلماء والشعراء والفلاسفة مثل الخوارزمي وأبو العلاء المعري والمتنبي بالإضافة إلى أبو فراس الحمداني حيث كانت حلب حينها حاضرة إسلامية وثغر مهم من ثغور المسلمين في مواجهة دولة الروم.
يقول ياقوت الحموي في معجم البلدان ج2 ص 273 وهو يذكر حلب:
«والفقهاء (المسلمون) يفتون فيها على مذهب الإمامية» ففي تلك الحقبة ظهر فيها علماء شيعة، وتأسست فيها حوزات كبيرة، اشتهر علماؤها في العالم الإسلامي وخصوصاً علماء الأشراف بنو زهرة وسيدهم السيد أبو المكارم ابن زهرة الحلبي صاحب كتاب (غنية النزوع إلى علمي الأصول والفروع) «وسادات بني زهرة موجودين الآن في بلدة الفوعة»0
يقول السيد محسن الأمين في كتابه أعيان الشيعة: وفي صفر جمع صاحب سيس تكفور جمعا وأغار على الفوعة وأسر من الفوعة ثلاثمائة وثمانين نفسا، فساق وراءه جماعة كانوا مجردين بسرمين فهزموه، وتخلص بعض الأسرى.
أعيان الشيعة للسيد محسن الأمين ج 1 ص 201 لذلك فقد هاجر
قسم كبير من سكان الفوعة إلى لبنان هرباً من جور السلاطين فعائلة الفوعاني اللبنانية من العائلات المعروفة في بعلبك وصور وقرى النبي رشادي البقاعية... وبلدة علي النهري ورياق وبلدتي شقرا وكونين الجنوبيتين، وبلدة حوش تل صفية البقاعية
يسمى آل الفوعاني في صور بآل القصاب لأنهم عملوا في القصابة أول ماجاؤوا أما في باقي المناطق فيسمون بآل الفوعاني حيث استقدموا من الفوعة إلى بلدة النبي رشادة كونهم من الملمين بشؤون الدين في ذلك الزمن وذلك لمساعدتهم على أمور الدين فاهتموا بما جاؤا لأجله، وقاموا على خدمة مقام النبي رشادة إلى زمن وبرز منهم أحمد بن علي بن دياب الفوعاني...
تكملة أمل الآمل - السيد حسن الصدر - ص 181- 141
ذكره أبو الفداء ملك حماة في تاريخه وهو يتحدث عن حوادث سنة 739 : فيها في أوائل رجب توفي ب معرة النعمان ابن شيخنا العابد إبراهيم ابن عيسى... وبعد أن يصفه بأوصاف كثيرة يقول: وهو من أصحاب الشيخ القدوة مهنا الفوعي نفعنا الله ببركتهما، وكان داعيا إلى السنة بتلك البلاد وتوفي بعده بأيام الشريف حسين بن داود بن يعقوب الفوعي بالفوعة وكان داعيا إلى التشيع بتلك البلاد،
ثم قال: 
وقام بنصر مذهبه عظيما * * * وحدد ظفره وأطال نابه
مستدركات أعيان الشيعة - حسن الأمين - ج 2 - ص 104

## شخصيات فوعية تاريخية

### الشيخ داود بن حسن الفوعي
(362) الشيخ داود الفوعي (ق 10 - ق 10) داود بن حسن الفوعي من علماء القرن العاشر، أجاز محمد بن إسماعيل بن أحمد الفوعي في ثامن ذي الحجة سنة 964.
تراجم الرجال - السيد أحمد الحسيني - ج 1 - ص 201
- الشريف حسين بن داود بن يعقوب الفوعي
الشريف حسين بن داود بن يعقوب الفوعي، بالفوعة كان داعيا إلى التشيع، توفي سنة تسع وثلاثين وسبعمائة - قاله أبو الفداء في تاريخه ولم يزد على ما ذكرناه

### إسماعيل بن مزروع الحلبي الفوعي
إسماعيل بن مزروع الحلبي الفوعي. قتل يوم عرفة سنة 716. في الدرر الكامنة ويقال أن اسم أبيه عبد الله وكان من ذوي الوجاهة بدمشق فجرت له كائنة مع تنكز نائب الشام فقتل يوم عرفة سنة 716 ويظن تشيعه من كونه من أهل الفوعة المشهورين بالتشيع قديما وحديثا.
أعيان الشيعة - السيد محسن الأمين - ج 3 - ص 377

### محمد بن إسماعيل بن أحمد الفوعي
المولى محمد الفوعي (ق 10 - ق 10) محمد بن إسماعيل بن أحمد الفوعي كتب مجموعة من الرسائل الكلامية في سنة 964، وأجازه داود بن الحسن الفوعي في نفس السنة.
تراجم الرجال - السيد أحمد الحسيني - ج 1 - ص 491

### الشيخ عماد الدين إسماعيل الفوعي
الشيخ عماد الدين إسماعيل الفوعي وكيل قجليس، وهو الذي بنى له الباشورة على باب الصغير بالبرانية الغربية، وكانت فيه نهضة وكفاية، وكان من بيت الرفض، اتفق أنه استحضره نائب السلطنة فضربه بين يديه، وقام النائب إليه بنفسه فجعل يضربه بالمهاميز في وجهه فرفع من بين يديه وهو تالف فمات في يوم عرفة، ودفن من يومه بسفح قاسيون وله دار ظاهر باب الفراديس.
البداية والنهاية - ابن كثير - ج 14 - ص 91 - 92

### إبراهيم بن محمد علي آل شمس الدين الفوعاني العاملي
إبراهيم بن محمد علي آل شمس الدين الفوعاني العاملي (000 - 1357 ه‍) شاعر من قرية الفوعى في حلب.وحمل الآثار: ديوان (عربي / شعر) نسخته كانت عند بعض أحفاده في قريته.وحمل فكره وشعره بضعاً من أبناءه واحفاده وأولهم ابنه المسمى موسى بن إبراهيم بن محمد علي آل شمس الدين الفوعاني العاملي واحفاده محمد حسن ومحمد علي وابراهيم_حيث كانو عائلة معروفة بالشعر والعلوم الإسلامية
الذريعة - آقا بزرگ الطهراني - ج 9 ق 1 - ص 15
موسوعة مؤلفي الإمامية - مجمع الفكر الإسلامي - ج 1 - ص 396

### بهاء الدين الجويني الاسحاقي الفوعي
بهاء الدين الجويني اسمه محمد ابن الصاحب شمس الدين محمد بن محمد الجويني. بهاء الدين بن زهرة بن أحمد بن عبد الله بن أحمد بن عبد الله بن حمزة ابن عبد الله بن محمد بن محمد بن عبد المحسن بن الحسن بن زهرة بن الحسن بن عز الدين أبي المكارم حمزة بن علي بن زهرة بن علي بن محمد بن محمد بن أبي إبراهيم محمد الممدوح ابن علي بن أحمد بن محمد أبي الحسين بن إسحاق المؤتمن بن جعفر الصادق بن محمد الباقر بن علي زين العابدين بن الحسين بن علي بن أبي طالب ع الحسيني الإسحاقي الفوعي ثم الحلبي. في أعلام النبلاء عن مجموعة أبي الوفاء العرضي المتوفي سنة 1071 انه ولد سنة 946 وتوفي ليلة الجمعة 13 صفر سنة 1024 ودفن على جده أبي المكارم حمزة بالقرب من مشهد الحسين رحمنا الله وإياه
أعيان الشيعة - السيد محسن الأمين - ج 3 - ص 615

### السيد سراج الدين المسمى تاج الدين
السيد سراج الدين المسمى تاج الدين محمد بن الحسين الحسيني الكيسكي ذكره في محمد تاج الدين بن محمد بن حمزة بن عبد الله بن محمد بن محمد بن عبد المحسن بن الحسن بن زهرة بن الحسن بن عز الدين أبي المكارم حمزة الحسيني الإسحاقي الحلبي ثم الفوعي توفي سنة 927. في أعلام النبلاء نقلا عن در الحبب للرضي الحنبلي محمد بن إبراهيم بن يوسف أنه قال عم جدي لأبي القاضي شهاب الدين أحمد المتقدم ذكره كان شيخا كبيرا معمرا رحل إلى بلاد العجم وحصل بها جانبا من العلم والمال، وبقي بها غائبا قريبا من سبع عشرة سنة وعني بعلم الأنساب فكان نسابة عارفا بها جدا يدعي ان عنده كتابا يسمى بحر الأنساب، على تشيع عنده، وكان لأهل الفوعة فيه مزيد الاعتقاد حتى انتصبوا معه لعداوة خالي الشريف شرف الدين عبد الله الآتي ذكره وكادوا يقتلونه (أعيان الشيعة - السيد محسن الأمين - ج 3 - ص 628).
والفوعة باللغة: بالفتحى الطيب رائحتة وفوعة النهار أوله.